# Jérôme Rivière
Jérôme Rivière (ur. 8 lipca 1964 w Suresnes) – francuski polityk i samorządowiec, poseł do Zgromadzenia Narodowego XII kadencji, deputowany do Parlamentu Europejskiego IX kadencji.

## Życiorys
Studiował na uczelni ISG w Paryżu. Działał w Partii Republikańskiej (w 1989 współtworzył jej organizację młodzieżową i jako pierwszy pełnił w niej funkcję sekretarza generalnego), a następnie w Demokracji Liberalnej. Bliski współpracownik François Léotarda, był zastępcą szefa i szefem jego ministerialnego gabinetu Później zajmował kierownicze stanowiska w przedsiębiorstwach sektora prywatnego, a także podjął w Paryżu praktykę adwokacką.
W latach 1998–2004 był radnym regionu Prowansja-Alpy-Lazurowe Wybrzeże. W 2002 z ramienia UMP uzyskał mandat posła do Zgromadzenia Narodowego XII kadencji (z poparciem Narodowego Centrum Niezależnych i Chłopów). W 2007 nie otrzymał rekomendacji UMP w kolejnych wyborach, po nieskutecznym starcie przeciwko oficjalnemu kandydatowi partii został z niej wykluczony. Był współpracownikiem Philippe'a de Villiersa, a w 2009 kierował kampanią wyborczą francuskiego oddziału ruchu politycznego Libertas. Od 2016 był związany z Frontem Narodowym (w 2018 przekształconym w Zjednoczenie Narodowe).
W wyborach w 2019 uzyskał mandat eurodeputowanego IX kadencji. W styczniu 2022 opuścił RN, deklarując wsparcie dla Érica Zemmoura w wyborach prezydenckich w tym samym roku. Został też wiceprzewodniczącym powołanej przez tegoż partii Reconquête, opuścił to ugrupowanie w 2023.